# Acanthonotozoma cristatum
Acanthonotozoma cristatum is een vlokreeftensoort uit de familie van de Acanthonotozomatidae. De wetenschappelijke naam van de soort is voor het eerst geldig gepubliceerd in 1835 door Ross.